# Hubert Olbrich
Hubert Olbrich (* 15. April 1924 in Breslau; † 16. Juli 2019) war ein deutscher Lebensmitteltechnologe, der lange Zeit in Berlin Leiter des dortigen Zuckermuseums und an der TU Berlin Professor für Melasse- und Bagassetechnik war.

## Leben

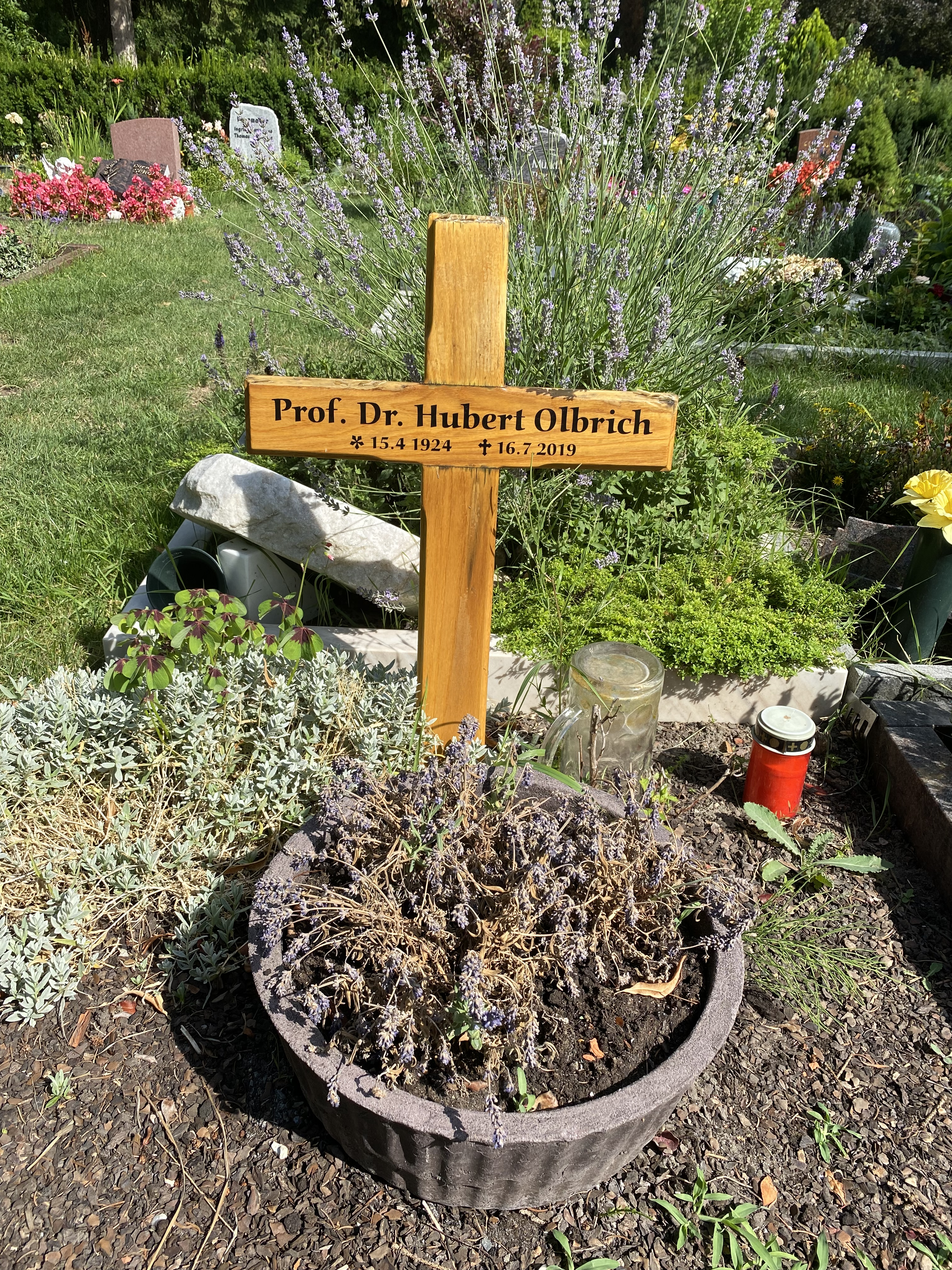
Grabstätte auf dem Friedhof Schmargendorf

Hubert Olbrich wollte ursprünglich Landarzt werden, 1942 begann er daher ein Studium der Medizin in Breslau, das jedoch durch den Kriegsdienst unterbrochen wurde. Nach dem Krieg wollte er in Halle/Saale weiterstudieren, er wurde jedoch 1946 wegen seines Dienstes in der deutschen Wehrmacht als Sanitätsfähnrich auf einem Minensuchboot als Militarist exmatrikuliert.
Olbrich wurde daraufhin zunächst Landarbeiter, danach Brennereigehilfe, Volontär und Werkstudent in Brennereien, Essig-, Likör- und Hefefabriken in Blankenau bei Schildau, Torgau, Cottbus, Dresden, Leipzig, Dessau und Berlin. Er absolvierte daraufhin mehrere sowohl technische als auch juristische akademische und berufliche Ausbildungen: Brennerei-Techniker (1949), Diplom-Brennerei-Ingenieur (1950). Dr. agr. (1952), Diplom-Ingenieur (1960). 1952 bis 1956 war er wissenschaftlicher Assistent bei dem Berliner Lebensmitteltechnologen Bruno Drews. 1960 wurde er Gerichtsreferendar, 1963 absolvierte er eine Ausbildungsstation in München beim Bundespatentamt und beim Bundespatentgericht, 1964 wurde er Assessor.
1969 schließlich habilitierte er sich im Fach Lebensmitteltechnologie an der Technischen Universität Berlin, wo er auch zum Privatdozenten und 1973 zum außerplanmäßigen Professor ernannt wurde. Am landesunmittelbaren Institut für Zuckerindustrie wurde er wissenschaftlicher Rat, wissenschaftlicher Oberrat und wissenschaftlicher Direktor. Nach der Integration des Landesinstituts in die TU Berlin 1977 wurde er bis zu seiner Pensionierung 1989 planmäßiger Professor für das Fachgebiet Technologie der Nebenprodukte der Zuckerindustrie (Melasse- und Bagassetechnik).
Insgesamt hat Olbrich rund 675 Veröffentlichungen publiziert, darunter mehrere Bücher.
Seine letzte Ruhestätte fand Hubert Olbrich auf dem Berliner Friedhof Schmargendorf.

## Tätigkeit für das Berliner Zucker-Museum
Im Nebenamt betreute Olbrich seit 1972 das Berliner Zuckermuseum, das er „vor drohender Vernichtung rettete und ausbaute.“ Zur Unterstützung des Museums initiierte er 1982 die Gründung eines Fördervereins, dessen Ehrenmitglied er seit 1994 ist. Es gelang Olbrich, dass das Zuckermuseum durch einen Beschluss des Berliner Abgeordnetenhauses im Jahr 1988 zum Berliner Landesmuseum wurde. 1989 wurde das Zuckermuseum mit einer neuen Präsentation feierlich wiedereröffnet. Olbrich blieb nach seiner Pensionierung noch bis September 1994 als Leiter des Zuckermuseums im Amt. Er edierte 33 Bände der "Schriften aus dem Zucker-Museum", die Reihe wurde 1998 eingestellt.

## Schriften (Auswahl)
- Die Melasse. 1956 (übersetzt in acht Sprachen).
- Geschichte der Melasse. Bartens-Verlag,  Berlin 1970, ISBN 3-87040-003-X.
- (Hrsg.): Zucker-Museum. Zucker-Museum, Berlin 1989 (Herausgegeben anlässlich der Wiedereröffnung des Zucker-Museums am 22. September 1989, Schriften aus dem Zucker-Museum Band 26).
- Bilanz zum goldenen Doktor-Jubiläum 1952 bis 2002. Technische Uni, Berlin 2002, ISBN 3-7983-1881-6.

- Reihe Zucker-Museum : 1904 bis 2004 : Beiträge zum Jubiläumsjahr.  Technische Universität Berlin
  - Band 1, 2004, ISBN 3-7983-1944-8 bis
  - Band 7, 2007, ISBN 978-3-7983-2019-2 (Band 8 Annex, 2007).

## Ehrungen und Auszeichnungen
- 1985 Bundesverdienstkreuz am Bande des Verdienstordens der Bundesrepublik Deutschland
- 1994 Bundesverdienstkreuz 1. Klasse des Verdienstordens der Bundesrepublik Deutschland